# Тепловий еліпсоїд

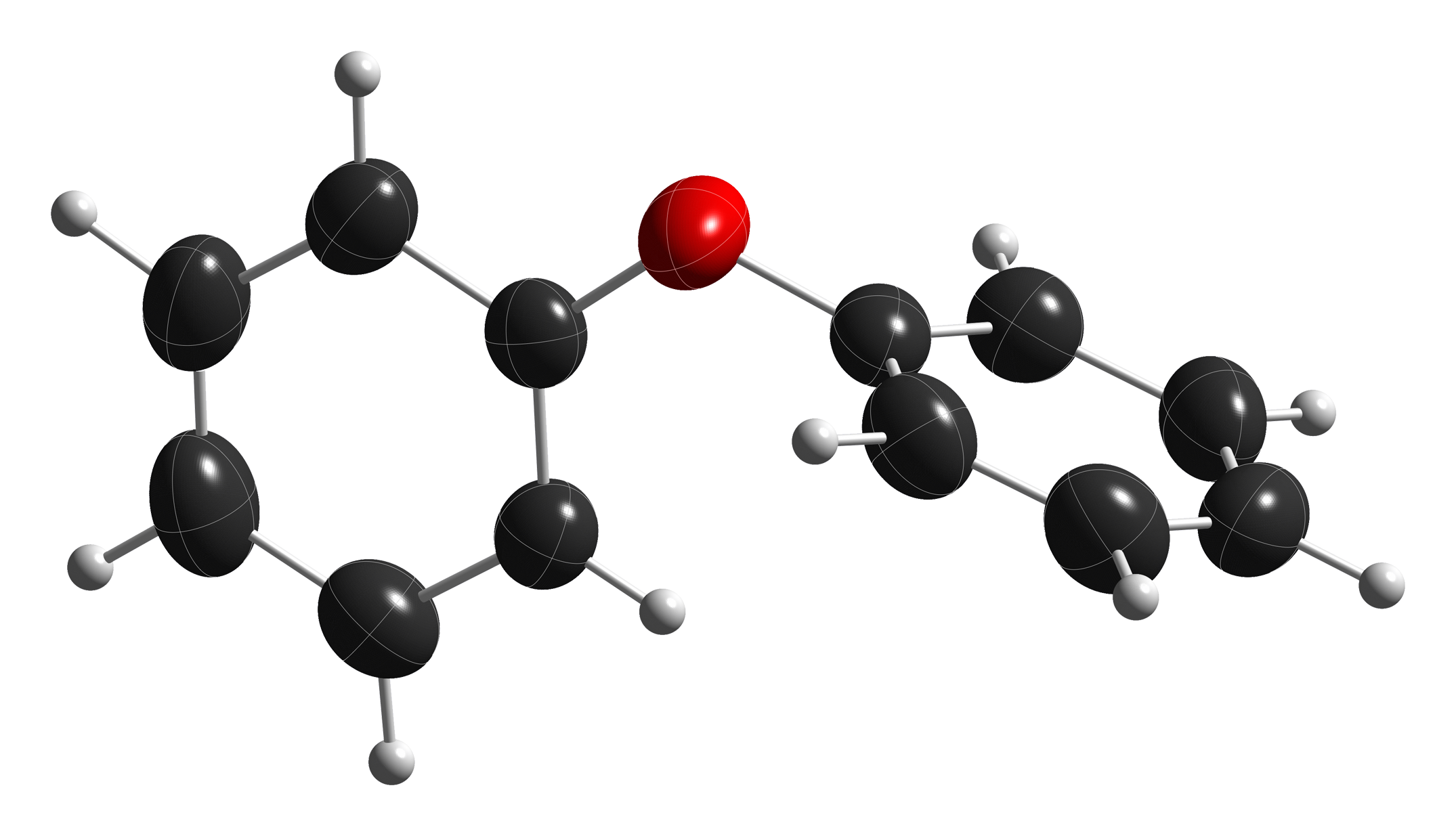
Теплова еліпсоїдна модель однієї стабільної конформації органічної дифенілового ефіру, формули C_{12}H_{10}O або (C_{6}H_{5})_{2}O. Атоми карбону (С) позначені чорним кольором, гідрогену (Н) сірим, а оксигену (О) - червоним. Теплові еліпсоїди встановлені на рівні 50% ймовірності.

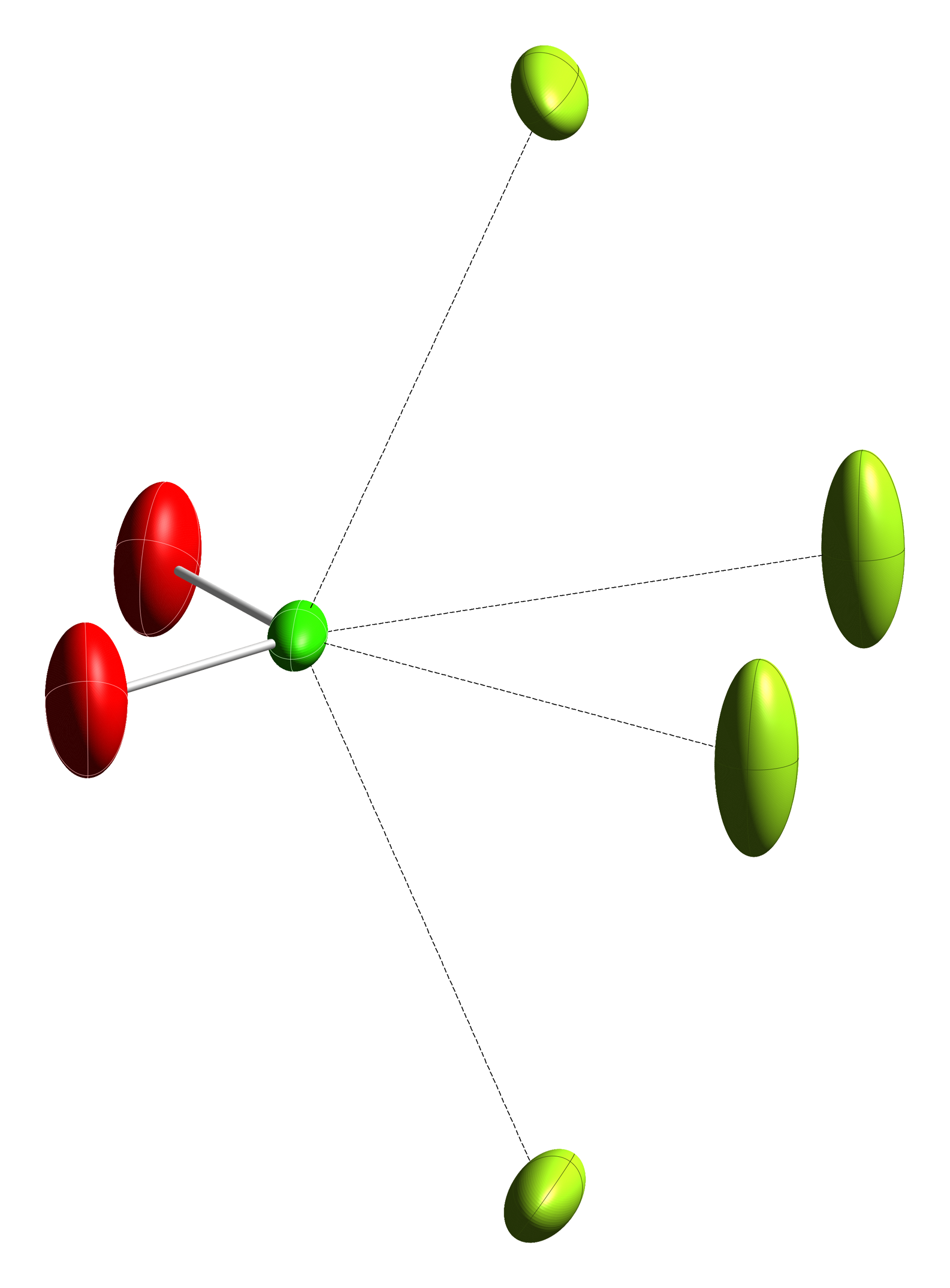
Теплова еліпсоїдна модель координаційного середовища атома хлору в ClO_{2}^{+}, у кристалічному хлорилгекса-фторантимонаті, [ClO_{2}][SbF_{6}]. Атом хлору (Cl^{5+}) є позначеним яскраво-зеленим кольором; два атоми оксигену (O^{2-}) - червоним, а чотири аніони гексафтор-антимонату (SbF_{6}^{−}), які координуються до атома хлору, позначені жовтувато-зеленим кольором (світлі лінії вказують координаційні F-Cl взаємодії).

Теплові еліпсоїди або параметри атомного зміщення — еліпсоїди, що використовуються в кристалографії для позначення величини і напрямку теплових коливань атомів у кристалічних структурах. Оскільки коливання є, як правило, анізотропними (мають різну величину у різних напрямках), еліпсоїд є зручним способом візуалізації вібрації, а отже, симетрії та усередненого у часі положення атома в кристалі.
Теплові еліпсоїди можуть бути визначені тензором, математичним об’єктом, що дозволяє визначити величину та орієнтацію вібрації щодо трьох взаємно перпендикулярних осей. Три основні осі теплової вібрації атома позначаються як {\displaystyle U_{1}} ,{\displaystyle U_{2}}, і {\displaystyle U_{3}}, і відповідний тепловий еліпсоїд базується на цих осях. Розмір еліпсоїда обирається таким чином, що б він займав простір, в якому існує певна ймовірність знаходження електронної густини атома. Зазвичай, це 50%-ймовірність.